# 翠湖 (昆明)
翠湖是位于云南省昆明市中心城区的一个湖泊，围绕其建设有翠湖公园，被誉为镶嵌在昆明城的绿宝石。湖泊北邻圆通山，东接五华山，水体面积约15公顷，海拔1890米，因其八面水翠，四季竹翠，春夏柳翠，故称“翠湖”。元朝以前，滇池水位较高，翠湖还属于昆明城外的小湖湾，多稻田、菜园、莲池，故称“荷花池”或“菜海子”。因东北面有九股泉，汇流成池，又名“九龙池”。后滇池水位下降，逐渐形成独立湖泊。1918年在此建立了昆明第一个自来水厂。20世纪60、70年代因开挖地下水，翠湖一度干涸。1987年开始抽取盘龙江水回灌，1997年又取昆明市第四污水处理厂之水入湖，恢复水域。
翠湖内部建有多个景点，为昆明市内居民与游客热衷到访的公园之一，自1985年以来，每年冬天有成千上万只北方飞来的红嘴鸥抵达该湖，“翠湖观鸥”也逐步发展为热门的旅游项目。2016年10月，翠湖被评选为全国3A级景区，并于2020年4月与云南陆军讲武堂联合申报成为4A级景区。

## 历史变迁
据地理测算，古滇池水域面积曾达到1260平方千米，蓄水量840亿立方米，占据现今昆明城区大部及周边平地。经数千年间湖水水位下降与人类改造，至元代时滇池湖岸线已大体退至今翠湖周边各街道位置，此时已逐渐形成翠湖湾。至明洪武十五年（1382年），官兵在五华山、圆通山一带修筑城墙，遂将翠湖湾改造为人工湖并包入城中，以增强军事堡垒功能，至此，翠湖已初见雏形。明初的翠湖水域辽阔，为官兵驻扎的重要军事设施，其周边共驻有西海子屯3个，南海子屯2个，利用湖边荒地屯田，守卫云南府城。而沐英更是模仿周亚夫，在翠湖西北岸遍植绿柳，练兵习武，沐马备战，“柳营洗马”传为一段佳话。至明朝末年，滇池水域已逐渐远离昆明西城墙，翠湖也逐渐萎缩，周边人家开始开垦荒地，种植蔬菜、稻米等，人称“菜海”。
清初，吴三桂开藩云南，再次将翠湖划为禁地，在其内部大兴土木，并填平过半湖面营造洪化府。此后，随着清朝管理体系的完善与历代地方官员的努力治理，翠湖污泥淤积的情况有所缓解。康熙二十一年（1682年），雲南巡撫王继文引盘龙江水入城补充翠湖水源并灌溉周边农田，十年后，他又在湖中央建起湖心亭，成为翠湖园林化的开端。嘉庆元年（1796年），工部右侍郎蒋予蒲等官绅动员各地商贾士人捐资出力，夯实并扩大了湖心岛。此后一百余年间，堤坝、石桥等基础设施纷纷拔地而起，莲华禅院、观鱼楼、放生池、水月轩等楼阁景观也在地方官员的资助下逐次完工。
1917年，时任云南督军兼省长的唐继尧效仿白居易、苏东坡在杭州西湖构筑白苏二堤的雅举，筑起一横贯东西的唐公堤，与云贵总督阮元于1834年所筑阮公堤共同奠定了现代翠湖的基本形态。中华人民共和国成立后，曾于1952年、1955年、1962年三次动员群众清理翠湖淤泥，并建起西南岛，通过九曲桥连接环湖道路，基本建成现在的翠湖公园。

## 水域利用与治理

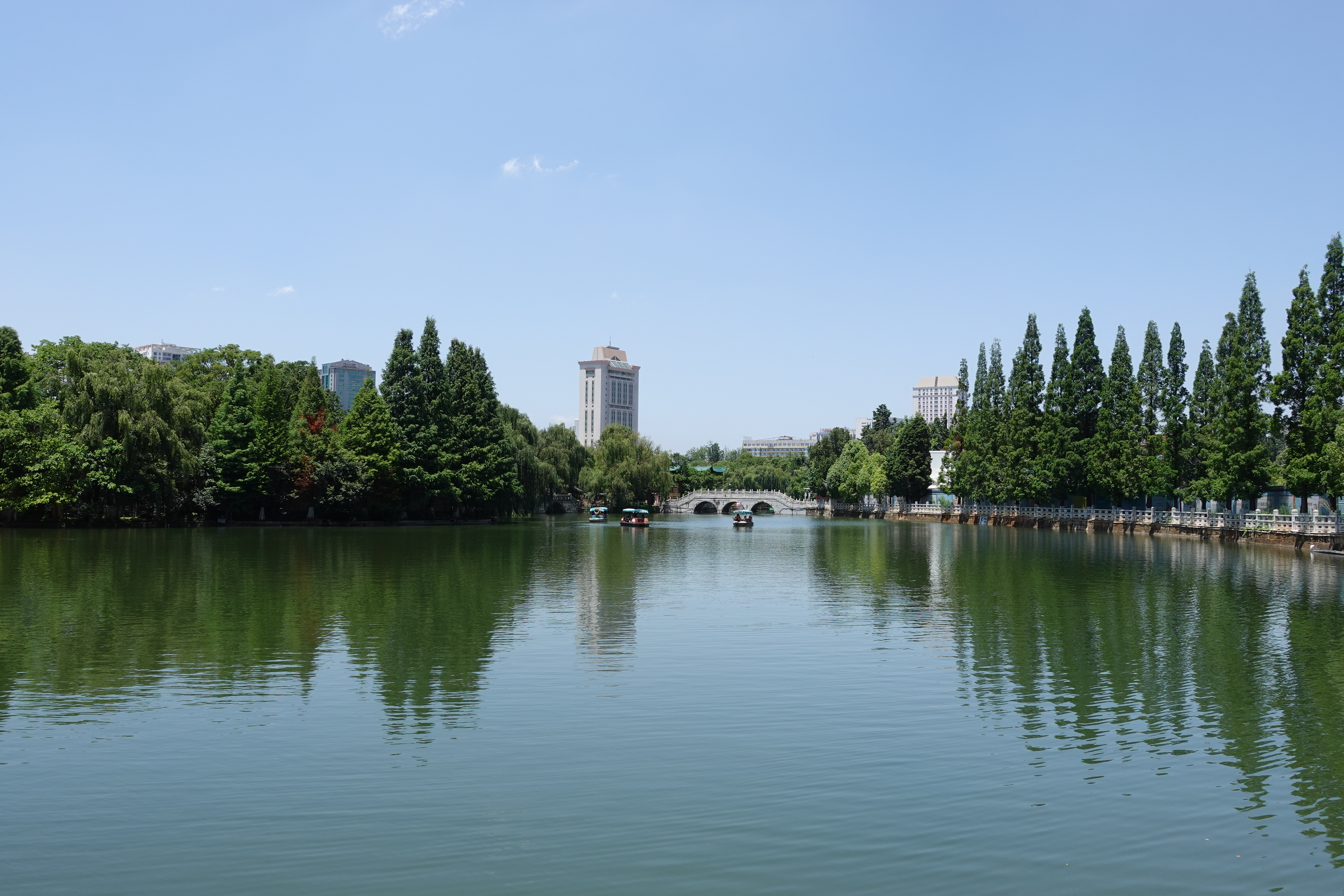
2022年翠湖水域状况

翠湖作为原先滇池的一部分，其水域状况与滇池水系密切相关。历朝历代地方政府都对关乎昆明兴衰的滇池开展过浩大的水利工程，而翠湖水域也在这一过程中持续变化。自宋代初步开发至清代逐渐成熟，直至近现代城市化进程的快速推进，随着人口的不断增加，对翠湖水域的治理也日趋紧迫。1910年，滇越铁路开通运营，昆明与外埠交往日益增加，使得外国机器进入昆明成为可能。1912年，石龙坝水电站建成投产，各机组陆续向昆明供电，解决了自来水运营的先决条件。1915年，在一些开明绅士的倡议下，唐继尧赞同修建自来水厂，并先后筹集资金20余万银元，委托当地商行前往越南境内水厂考察学习，最终选定法商海防机构建设公司负责昆明水厂建设工程。水厂于1916年9月在翠湖九龙池畔动工，虽中途因资金链断裂导致工程停滞，最终在各方努力下还是于1918年5月2日正式送水，日供水量1034立方米。直至1959年松华坝水库投产，昆明市供水都主要依靠九龙池泉眼。
1976年5月，九龙池停止出水，翠湖逐渐干涸，伴随有周边地面下陷等情况。经调查，1982年时昆明市共建有176口深层地下水井，与6个泉水口日均共产水10.3万立方米，而在翠湖6平方公里水源地内，就有33处采排地下水工程，日均采水33600立方米。严重的过量开采造成地下水水位下降，最终导致干涸。
此后一段时间，有关部门鼓励群众前往湖床活动，并辅以工程技术手段夯实湖底。1982年，根据《昆明市地下水管理办法》，翠湖周边机井被陆续关停。1986年，油管桥抽水站建设完成，由盘龙江通过2000米长的管道引水回灌翠湖。但此后一段时间，由于盘龙江水质恶化外加翠湖无法置换水源，翠湖水体富营养化。1997年，补水方案改为使用污水处理厂中水输入，并多次抽干重新置换，水质已有较大提升。21世纪以来，由于翠湖周边建设，地下水与中水补给已难以满足翠湖水体置换需要，2018年3月，五华区政府正式启动翠湖盘龙江补水工程，跨越圆通山直接供给清水，该项目已于2021年完工，并于7月1日正式通水，每天可供水32000立方米，为原先系统的4倍。

## 公园景点

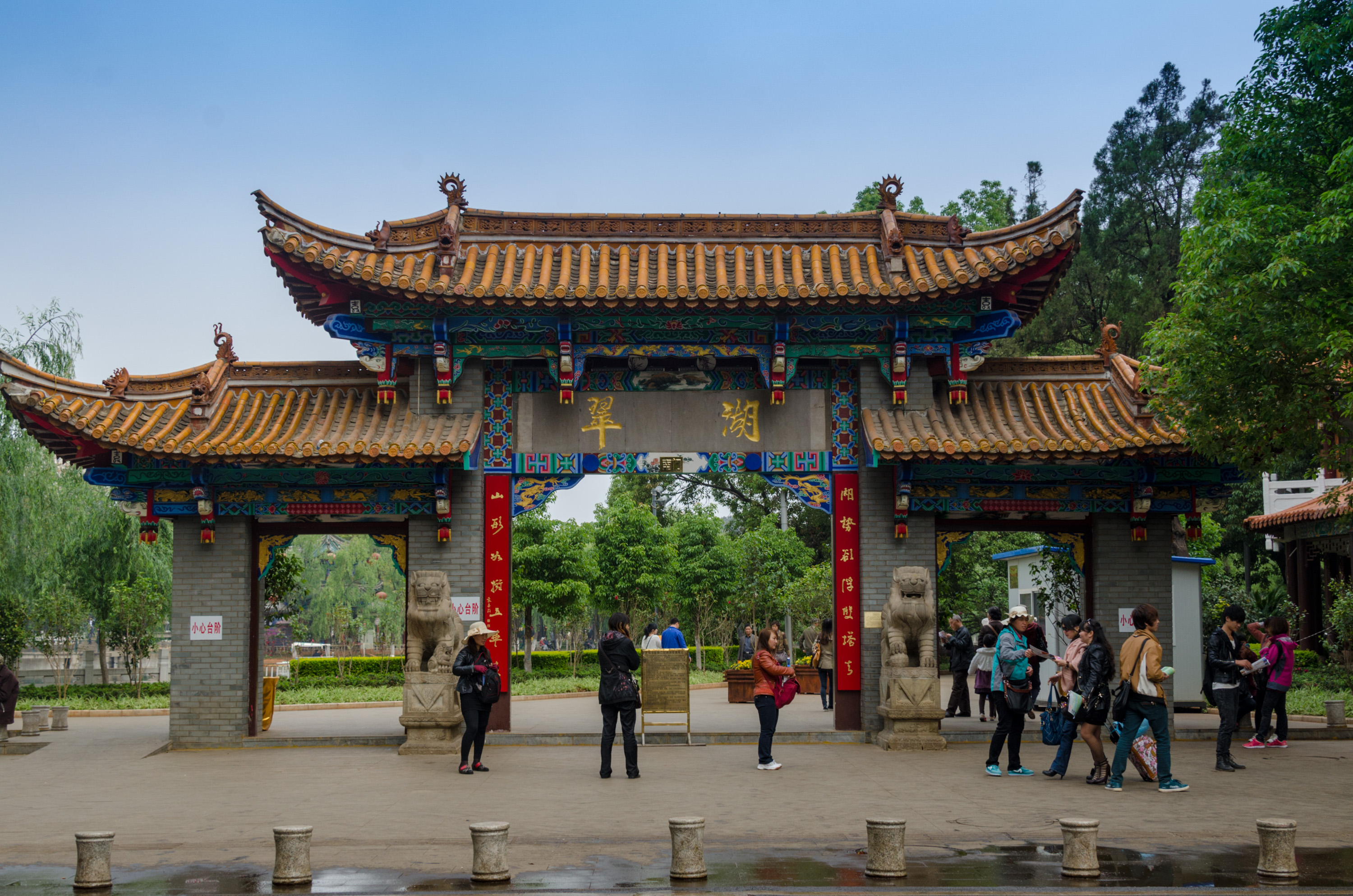
翠湖公园南门

翠湖公园由水月轩、海心亭、九龙池、观鱼楼、莲华禅院、西南岛、竹林岛、金鱼岛等景点组成，各岛屿间则由阮堤、唐堤及多座桥梁沟通。其中，西南岛上建有聂耳雕像及其主题纪念广场，竹林岛上则建有自来水博物馆。公园每年会举办多场大型活动，包括自2002年起每年6-8月举办的荷花展、农历五月初五的赛龙舟、每年1-2月的郁金香展等。
清朝学者陈荣昌曾提出“春树晓鹰、秋窗夜月、精舍书声、酒楼灯影、柳营洗马、莲寺观鱼、绿杨息阴、翠荷听雨”的“翠湖八景”之说，但世事变迁，其中的部分现已无从寻找。2018年6月底，洗马河水系恢复及带状公园建设完工，“柳营洗马”的场景得以重现，2020年1月，该景点正式移交翠湖公园管理。此外，根据晚清时期经正书院历史风貌打造的文化配套设施也于2022年4月25日提出批前公示，未来将于翠湖北门附近开工建设。
翠湖周边文化氛围浓厚，展览场所与历史古迹众多。它的西岸长期为军事重地，现为云南陆军讲武堂旧址展览馆，北岸则为文化教育胜地，坐落着云南大学等学府，东岸和南岸则分布有众多寺庙、会馆、祠堂，形成了以翠湖为中心的历史街区。2010年以来，随着朱德旧居、卢汉公馆等建筑先后翻修以及云南起义纪念馆、云南解放纪念馆的筹建，逐渐形成了包括翠湖-讲武堂、西南联大、圆通寺、昆明文庙等在内的城市历史公园。